# NGC 6873
NGC 6873 је група звезда у сазвежђу Стрелица која се налази на NGC листи објеката дубоког неба.
Деклинација објекта је + 21° 6' 8" а ректасцензија 20h 7m 13,0s. Привидна величина (магнитуда) објекта NGC 6873 износи 11,7.